# Komunikacja miejska w Mrągowie

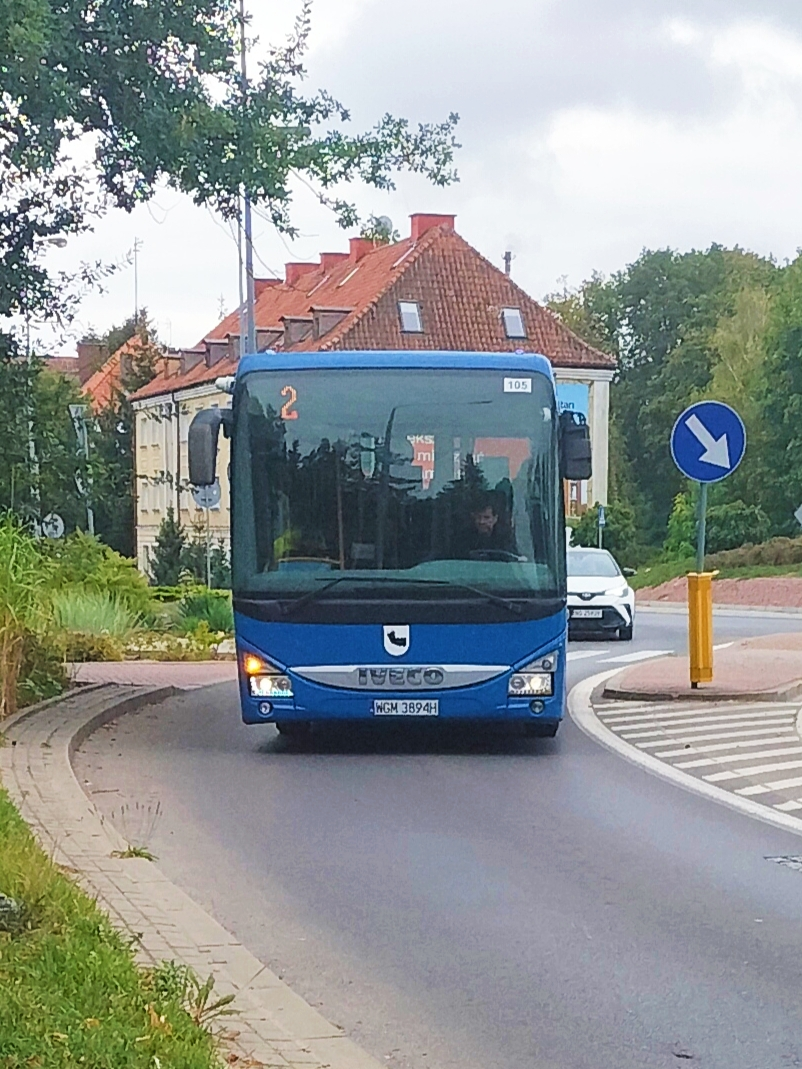
Autobus IVECO

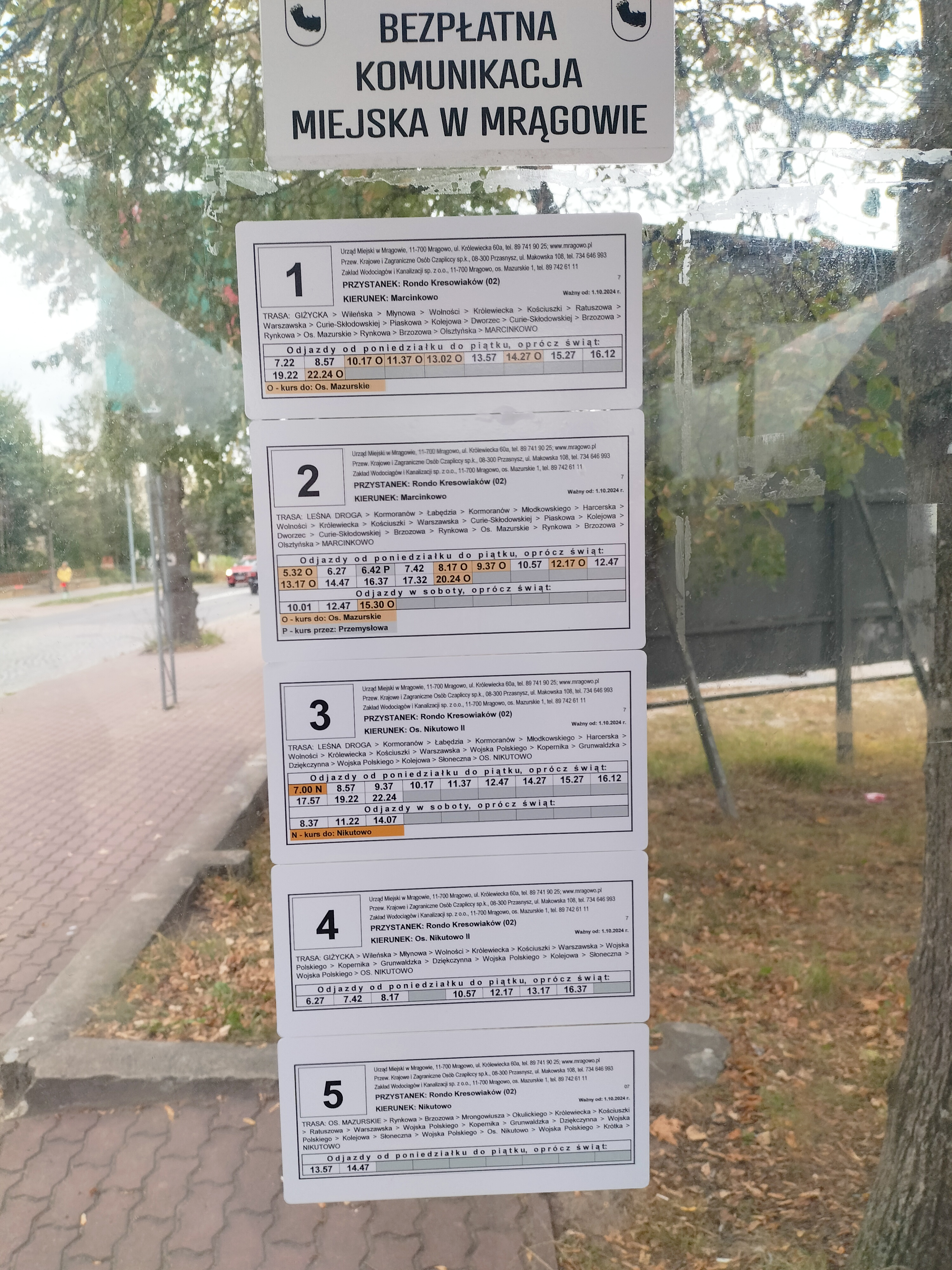
Tablica z rozkładami odjazdów na przystanku „Rondo Kresowiaków”

Komunikacja Miejska w Mrągowie – system komunikacji miejskiej w Mrągowie funkcjonujący od 1963 roku.

## Historia
Komunikacja miejska w Mrągowie została uruchomiona w 1963, początkowo była to jedna linia bez oznaczenia kursująca na trasie Marcinkowo-Dworzec kolejowy-pl. Kajki-Szpital Powiatowy. W 1975 powstało Wojewódzkie Przedsiębiorstwo Komunikacji Miejskiej w Olsztynie, któremu podlegały wszystkie zakłady komunikacji miejskiej w ówczesnym województwie olsztyńskim. W gestii mrągowskiej komunikacji miejskiej znajdowały się wówczas trzy autobusy Autosan H9-35, które obsługiwały dwie linie. Po rozwiązaniu WPKM w Olsztynie organizacja transportu miejskiego została przekazana Referatowi Gospodarki Komunalnej i Mieszkaniowej Urzędu Miasta. W połowie lat 90. Urząd Miasta podpisał umowę o obsłudze komunikacji miejskiej przez PPKS Mrągowo Sp. z o.o., spółce tej przekazano również tabor autobusowy. W marcu 2009 51% akcji PKS Mrągowo Sp.z o.o. zakupił Egged Holding, będący właścicielem operatora Mobilis

### Stan obecny
Na zlecenie Urzędu Miasta Mrągowo operatorem komunikacji miejskiej do 31 stycznia 2019 roku była spółka Mobilis, która obsługiwała łącznie 5 linii autobusowych. Autobusy kursują na terenie miasta i gminy Mrągowo, poza relacjami w granicach miasta obsługują również wsie Marcinkowo, Polska Wieś i Nikutowo. Dominującym taborem są pojazdy marki Kapena Urbanino. Od 1 lutego 2019 operatorem ZKM Mrągowo został Faster, co pozwoliło na zwiększenie ilości połączeń, rytmiczność połączeń oraz zmianę niektórych tras. Miasto ze swej strony zapewniło też lepsze dofinansowanie, co pozwoliło na budowę 7 nowych przystanków autobusowych.
Podczas świąt Wszystkich Świętych i Pikniku Country organizowane są linie okolicznościowe o układzie tras dostosowanym do przewidywanych potoków pasażerskich. Od lutego 2019 roku wszystkie linie obsługiwane są od poniedziałku do piątku oprócz świąt W 2020 roku operatorem komunikacji miejskiej została firma Przewozy krajowe i zagraniczne osób s.c. B.Czaplicka, K.Czaplicki. W 2023 roku miasto zakupiło dwa elektrobusy marki ARP - E VEHICLES. Trafiły one pod opiekę Zakładu Wodociągów i Kanalizacji (jest on teraz drugim operatorem Mrągowskich autobusów).

### Tabor
| Iveco Crossway        |                | 2 sztuki | Przewozy krajowe i zagraniczne osób s.c. B.Czaplicka, K.Czaplicki. |
| Izusu Citibus         |                | 1 sztuka | Przewozy krajowe i zagraniczne osób s.c. B.Czaplicka, K.Czaplicki. |
| Solbus B9.5           |                | 1 sztuka | Przewozy krajowe i zagraniczne osób s.c. B.Czaplicka, K.Czaplicki. |
| MAZ 206               | (brak zdjęcia) | 1 sztuka | Przewozy krajowe i zagraniczne osób s.c. B.Czaplicka, K.Czaplicki. |
| Pilea 8.6E            |                | 2 sztuki | ZWiK Mrągowo                                                       |
| Solaris Urbino 10 III |                | 1 sztuka | ZWiK Mrągowo                                                       |